# Arc (navegador web)
Arc és un navegador web gratuït desenvolupat per The Browser Company, una empresa fundada per Josh Miller i Hursh Agrawal. Va ser llançat el 19 d'abril de 2022 després d'haver-se sotmès a una prova beta tancada. Arc està disponible per utilitzar-lo als sistemes operatius macOS i iOS. Una versió del navegador per a Microsoft Windows està en desenvolupament i actualment s'està implementant als provadors beta. Al febrer de 2024, la prova beta per a Windows té poc més de 25 mil membres.
Arc pretén actuar com un sistema operatiu per a la web i intenta integrar la navegació web amb aplicacions i funcions integrades, que inclouen un bloc de notes virtual, un "caballet" a l'estil de bloc de notes i "impulsos", una característica que permet als usuaris redissenyar estèticament un lloc web de manera semblant a les extensions del navegador. A diferència de molts altres navegadors, Arc utilitza pestanyes verticals (que es poden trobar en una barra lateral). La barra lateral conté totes les funcionalitats del navegador, a més de la finestra de navegació. Arc es basa en Chromium i està escrit en Swift. Admet extensions del navegador Chrome i utilitza la Cerca de Google de manera predeterminada.
Arc ha rebut cobertura de diversos mitjans de comunicació centrats en la tecnologia, com ara The Verge, Ars Technica, How-To Geek i Engadget. Els crítics van donar a Arc una acollida generalment positiva, citant el potencial de noves idees i funcions que presenta el navegador. Tanmateix, la majoria de la cobertura va afegir que el navegador encara necessitava polir certs detalls.

## Disseny
Arc està dissenyat per ser un "sistema operatiu per a la web" i integra la navegació estàndard amb les aplicacions pròpies d'Arc mitjançant l'ús d'una barra lateral. El navegador està dissenyat per ser personalitzable i permet als usuaris canviar estèticament com veuen llocs web específics. Permet a l'usuari triar el color (ja sigui un color estàtic o un degradat de color) durant la instal·lació. Parlant amb la revista Input, Karla Cole (una de les dissenyadores d'Arc) va afirmar que és perquè l'equip de disseny "volia jugar amb la sensació que tens quan s'obre una pel·lícula".
Arc està escrit en Swift i es basa en la base de codi Chromium de Google, la mateixa base de codi que alimenta altres navegadors populars com Microsoft Edge i Google Chrome. Com que es basa en Chromium, els usuaris poden descarregar extensions del navegador des de Chrome Web Store.